# Данг Ван Лам
Данг Ван Лам (в'єт. Đặng Văn Lâm / рос. Лев Шонович Данг; нар. 13 серпня 1993, Москва, Росія) — в'єтнамський та російський футболіст, воротар тайського клубу «Муанг Тонг Юнайтед».

## Клубна кар'єра
Вихованець футбольної академії московського «Спартака». Після декількох років занять відправлений в юнацьку команду «Крила Рад» (Москва), а після повернення «Спартак» виявився в ньому не зацікавлений. Потім перейшов в академію «Динамо», де займався до закінчення школи, дорослий контракт йому так і не запропонували.
На початку 2010-х років виїхав до В'єтнаму, де проходив перегляд в декількох клубах вищого дивізіону, в підсумку приєднався до команди «Хоангань Зялай». Спочатку виступав за дубль, потім пробився в основний склад команди, де став дублером нігерійського легіонера. У 2013 році виступав за фарм-клуб з Лаосу — «Хоанань Атапо», з яким став срібним призером чемпіонату Лаосу.
У 2013-2014 роках також виступав за аматорські клуби в Росії з великого футболу та футболу 8х8 (московські «Дуслар» та «Родіна»). Став переможцем «Континентальної футбольної ліги» в складі команди «Дуслар» (Москва).
У 2015 році повернувся до В’єтнаму, щоб виступати за клуб «Хайфон». Після того, як не зміг отримати стартове місце в 2015 році, у 2016 році став основним воротарем клубу, а незабаром після цього тренер Міура Тошия викликав його до національної збірної. У вересні 2017 року, після інциденту з помічником тренера Ле Си Маном, коли він напав на Ван Лама, та з іншим захисником клубу «Хайфон», Ван Лам залишив В'єтнам, повернувшись до Росії. Але через рік повернувся до клубу, щоб продовжувати свої виступи в команді, а помічника тренера Ле Си Мана (того, хто напав на нього) звільнили.
У січні 2019 року, після успішного виступу збірної В'єтнаму на кубка Азії, його помітили скаути «Муанг Тонг Юнайтед», який виступав у Тайландській лізі 1. Прийняв пропозицію клубу й підписав 3-річний контракт.

## Кар'єра в збірній
У 2010-2011 роках виступав за юнацьку збірну країни, причому отримав перший виклик, ще не зігравши жодного матчу за клуб.
Ван Лам розпочав виступати за збірну В'єтнаму в 2015 році, коли за збірну виступали декілька натуралізованих гравців з іноземним походженням. Поряд із зарубіжним чеським в'єтнамським гравцем Мак Хонг Куаном, один із двох найвизначніших натуралізованих гравців національної збірної. Лише через рік тренер Нгуєн Ху Тханг запросив його до національної команди для участі в Кубку АФФ 2016 року, але весь турнір здебільшого просидів на лавці запасних.
У червні 2017 року Ван Лам отримав місце у стартовому складі в матчі проти Йорданії в кваліфікаційному матчі Кубку Азії 2019, і він не розчарував вболівальників, зберіг ворота своєї збірної «сухими» та здобути нічию в поєдинку проти представників Західної Азії. На чемпіонаті АФФ 2018 року став основним воротарем, допомігши В’єтнаму вперше за попередні 10 років виграти титул чемпіона Південно-Східної Азії.
Під час 1/8 фіналу Кубка Азії 2019, знову проти Йорданії, зробив вирішальний сейв (відбив удар Ахмеда Салеха) у серії післяматчевих пенальті, чим допоміг В'єтнаму вийти в чвертьфінал турніру.
Здійснив декілька сейвів у домашньому поєдинку 2-го раунду кваліфікації чемпіонату світу 2022 року в поєдинку проти Таїланду, зокрема відбив пенальті у виконанні Тхіратхона Бунматхана, через що його сейв порівняли з діями Ігора Акінфєєва під час пенальті в поєдинку збірної Росії на чемпіонату світу 2018 року проти Іспанії.

## Особисте життя
Данг Ван Лам народився і виріс у столиці Росії, Москві, у батька в'єтнамця на ім'я Данг Ван Сон та матері росіянки Ольги Жукової. Його батько — брат-близнюк народного артиста Данга Хунга, тому він двоюрідний брат танцівниці Данг Лінь Нга. Його батьки тісно пов'язані з мистецтвом, зокрема, мати раніше була артисткою балету. У нього також є брати та сестри, у тому числі молодший брат Данг Ван Ман та молодша сестра Данг Тхань Гіанг. Російське ім’я Ван Лама — Лев, оскільки його мати обожнювала легендарного радянського воротаря Лева Яшина, якого Ван Лам вважав зразком для навчання.
Незважаючи на те, що вся родина любить та слідує за артистичною кар'єрою, Ван Лам вирішив обрати шлях, яким слід пройти футбольну кар'єру. Однак після відходу з В'єтнамського футболу та виключення зі списку збірної В'єтнаму U-23 для участі у чоловічому футбольному турнірі ASIAD 2018, його батько порадив Ван Ламу повернутися в Росію та стати бухгалтером. Але він залишився у В'єтнамі та продовжив займатися футболом. Добре розмовляє та вільно володіє 3 мовами, включаючи в’єтнамську, російську та англійську.
Сповідує православ'є. Як корінний росіянин, вболіває за збірну Росії. Його зразком для наслідування є гравець національної збірної Артем Дзюба.

## Досягнення
«Хайфон»
- В.Ліга 1
  -  Срібний призер (1): 2016

олімпійська збірна В'єтнаму
- Кубок Федерації футболу В'єтнаму
  -  Чемпіон (1): 2018

збірна В'єтнаму
- Чемпіонат АСЕАН
  -  Чемпіон (1): 2018

- Кубок короля Таїланду
  -  Срібний призер (1): 2019

### Особисті досягнення
- Збірна Кубку АФФ: 2018
- Найкраща 11-ка Федерації футболу АСЕАН: 2019[7]
- Найкраща 11-ка Тайської ліги 1 АСЕАН: 2019

## Статистика виступів у збірній
| Дата       | Місто         | Господарі | Результат             | Гості   | Турнір                             | Голи | Примітки |
| ---------- | ------------- | --------- | --------------------- | ------- | ---------------------------------- | ---- | -------- |
| 08-01-2019 | Абу-Дабі      | Ірак      | 3 – 2                 | В'єтнам | Кубок Азії 2019 - 1-й етап         | -3   |          |
| 12-01-2019 | Абу-Дабі      | В'єтнам   | 0 – 2                 | Іран    | Кубок Азії 2019 - 1-й етап         | -2   |          |
| 16-01-2019 | Аль-Айн       | В'єтнам   | 2 – 0                 | Ємен    | Кубок Азії 2019 - 1-й етап         | -    |          |
| 20-01-2019 | Дубай (місто) | Йорданія  | 1 – 1 д.ч. (2-4 п.п.) | В'єтнам | Кубок Азії 2019 - Ottavi di finale | -1   |          |
| 24-01-2019 | Дубай (місто) | В'єтнам   | 0 – 1                 | Японія  | Кубок Азії 2019 - Quarti di finale | -1   |          |
| 14-11-2019 | Ханой         | В'єтнам   | 1 – 0                 | ОАЕ     | Відбір до ЧС 2022                  | -    |          |
| 19-11-2019 | Ханой         | В'єтнам   | 0 – 0                 | Таїланд | Відбір до ЧС 2022                  | -    |          |
| Усього     |               | Матчів    | 7                     |         | Голів                              | -7   |          |